# Pastore georgiano

Mappa delle repubbliche autonome del Caucaso

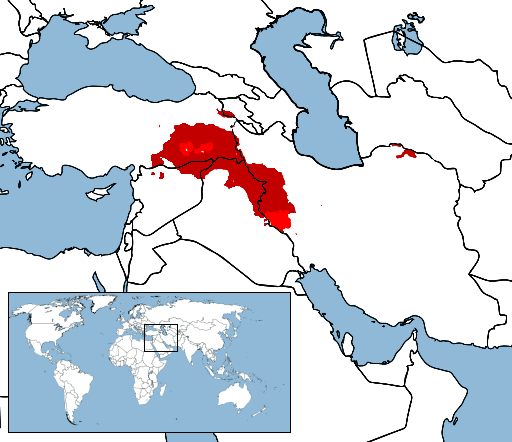
Mappa del Kurdistan geografico

Il pastore georgiano (in georgiano: ქართული მთის ძაღლი),  o (traslitterato: kartuli mtis dzaghli o qartuli-nagazi) o cane da montagna georgiano è una razza di molosso adibito come pastore guardiano. Essa è una razza con antiche origini di lavoro tipico delle montagne Tush, Khevsureti, Mokheve, Samtskhe-Javakheti della Georgia nel Caucaso.

## Storia
I pastori della Tuscezia hanno trovato cani specifici che possono fermare i lupi. Importante da capire è anche che il lupo e l'orso di montagna caucasici non sono grandi come ad esempio i lupi diffusi in Russia e nell'Europa orientale e occidentale. Inoltre, i lupi caucassiani non formano grandi gruppi. Per lo più la mandria veniva attaccata da 3-4 lupi che il cane da montagna georgiano era in grado di fermare. La razza fu creata dalle antiche tribù cartveliche solamente grazie alla selezione naturale o funzionale.
La razza fu descritta per la prima volta da un ricercatore tedesco, all'inizio del XIX secolo, nelle montagne della Georgia dove egli descrisse cani con un'altezza di 85 cm. Varianti a questa varietà di cane da pastore sono quelle delle regioni:
- dell'Azerbaigian che sono caratterizzati da una colorazione rossastra e con una maschera scura;
- dell'Armenia che sono simili al tipo georgiano, ma che sono relativamente più piccoli,
- del Daghestan che sono caratterizzati da una costituzione più leggera e tozza, questi sono diffusi nelle regioni steppiche e si distinguono per il pelo relativamente corto e l'abbondanza di colorazione maculata.

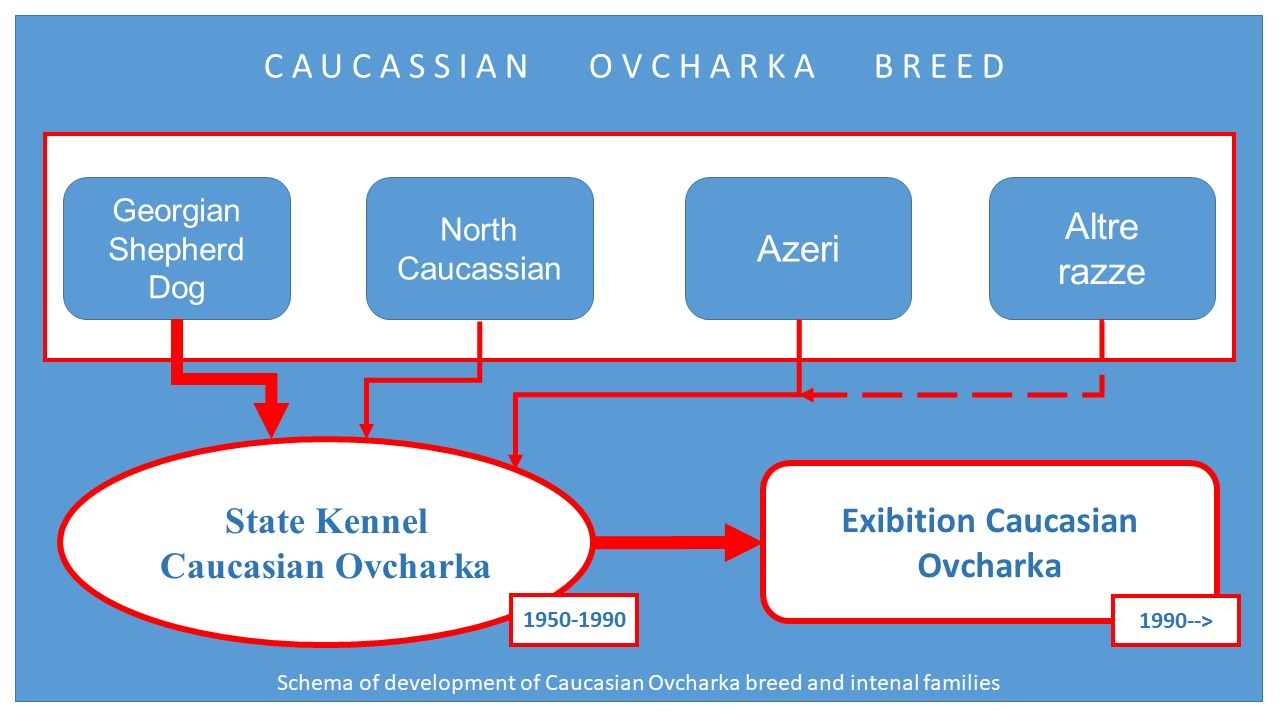
Formazione storica del Caucasian Shepherd Dog

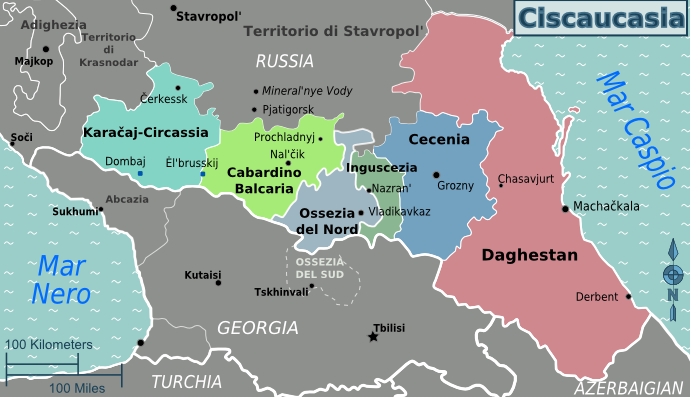
Mappa delle repubbliche autonome russe nella Ciscaucasia

Dopo la scomparsa della maggior parte dei Kartuli mtis dzaghli dalla Georgia, dovute ala logica Comunista di creazione di nuove razze utili per i compiti di soveglianza richieste da regime comunista del dopoguerra, gli appassionati georgiani con il sostegno del Ministero dell'Ambiente hanno iniziato delle spedizioni nelle regioni della Georgia per descrivere e scattare foto degli ultimi pastori georgiani rimasti. Lo stato della Georgia quindi iniziò a pubblicizzare la razza usando trasmissioni televisive e stampando articoli sui pastori georgiani per rendere popolare la razza.
La Federazione Cinologica della Georgia ha sostenuto una dura battaglia con la Federazione Russa dei Cinologi per il riconoscimento alternativo al cane da pastore caucasico. Lo standard di razza è stato sviluppato dalla Georgian Cynological Federation (FGG) e pubblicato il 1º giugno 2000, lo standard prevede il taglio della coda che viene eseguito fino alla metà della lunghezza iniziale, al contrario il taglio della coda non è consentito nel pastore caucasico. La razza non è ancora riconosciuta a livello internazionale dalla Federazione cinologica internazionale (FCI).
Oggi, vi è l'obiettivo di allevare un altro raro pastore georgiano, l'antico pastore bianco della Georgia o Kazbeguri Xosa o anche pastore Kazbegi. I pastori georgiani vengono ancora usati nei combattimenti tra cani.

## Descrizione
Esistono due tipi di cani guardiani del bestiame georgiani: 
- il tipo "Leone" a pelo corto, tipicamente bianco puro o bianco con macchie scure sul mantello (pastore bianco della Georgia) e
- il tipo "Orso" a pelo lungo sono tipicamente marrone scuro a testa nera e marrone più chiaro che copre il resto del mantello.

Il tipo a pelo corto "Leone" è considerato la variante più antica o aborigena della razza, con il bianco puro che è il colore del mantello più raro. La variante "Leone" è stata trovata prevalentemente nelle regioni nord-orientali della Georgia: Kazbegi, Khevsureti e Tusheti, ma si trova anche nelle adiacenti aree montuose di confine della Russia e dell'Azerbaigian.
A causa della loro morfologia e discendenza, i pastori georgiani rientrano nella categoria dei molossi. I cani da montagna georgiani maschi dovrebbero essere alti almeno 65 centimetri al garrese.
Fisicamente, questi cani sono di ossatura forte, muscolosi e atletici, con una grande testa e gambe potenti. I cani da montagna georgiani tendono ad essere assertivi, coraggiosi e vigili. I pastori usavano tradizionalmente i cani da montagna georgiani per difendere le pecore dai predatori.